# Hirtennudeln

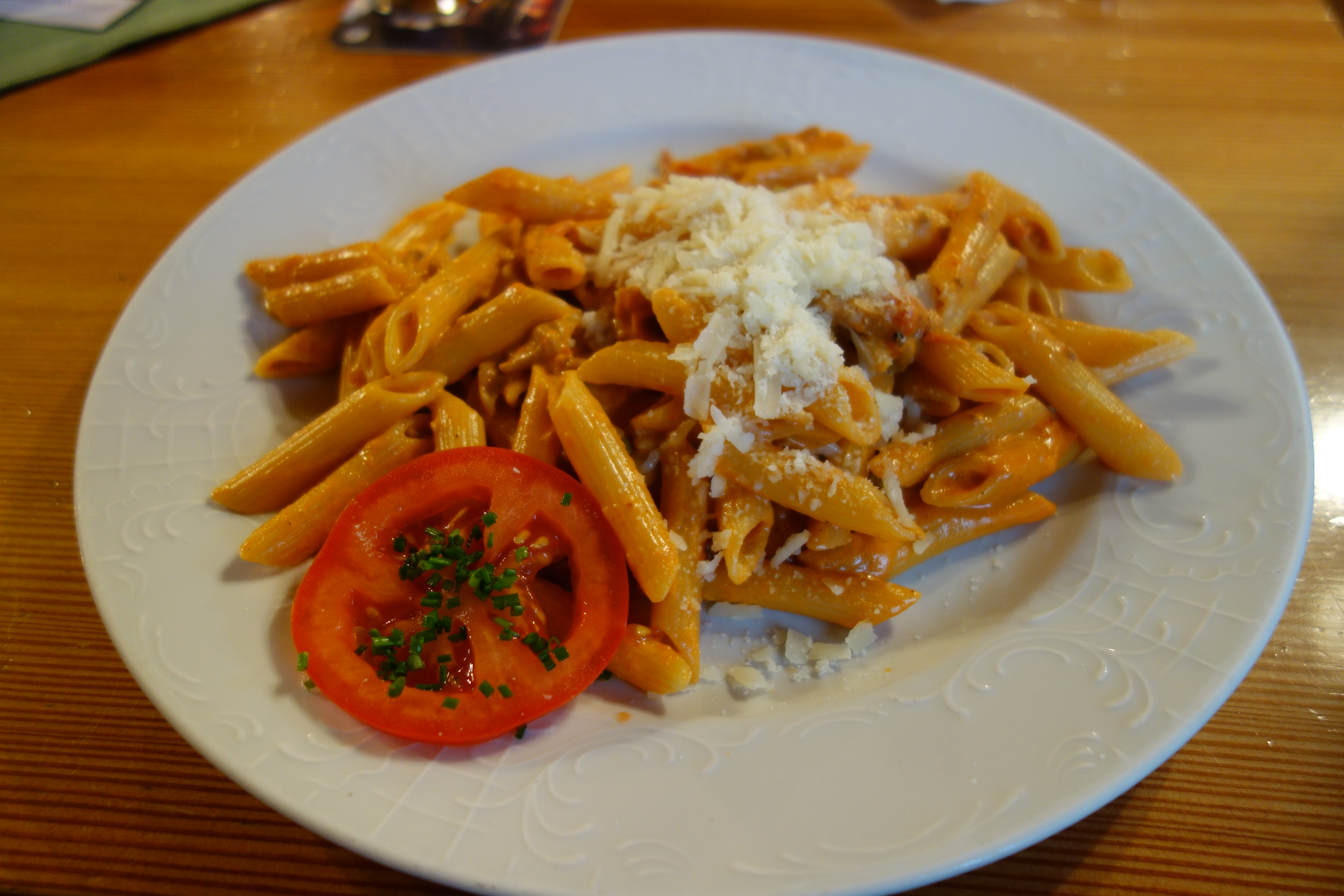
Südtiroler Hirtenmakkaroni auf Basis von Penne Rigate. Die Tomatenscheibe erfüllt hier dekorative Zwecke.

Hirtennudeln, in Südtirol als Hirtenmakkaroni, Hirtenmaccheroni oder Maccheroni alla Pastora (italienisch für Maccheroni nach Art der Schäferin) bekannt, sind ein warmes Nudelgericht der Südtiroler Küche.

## Beschreibung und Zubereitung
Grundlage von Hirtenmakkaroni bilden kurze Nudeln mit Loch. Konkret finden meist Penne Rigate, Tortiglioni oder Sedanini Verwendung. Die Hirtensauce besteht aus gemischtem Faschiertem, Tomatensauce, Speck, Erbsen, Champignons, Zwiebeln, Knoblauch, Sahne, Weißwein, Petersilie und Parmesan.
Die zunächst angeschwitzen, gewürfelten Zwiebeln und Karotten werden zusammen mit dem Faschierten angebraten und schließlich mit Weißwein abgelöscht. Es folgt die Zugabe der Tomatensauce gemeinsam mit Salz und Pfeffer. Nach einigen Minuten des Köchelns sind der Sauce Champignons, Knoblauch und Speck – alles zuvor angebraten – sowie Erbsen und Sahne beizugeben. Gleichzeitig werden die Nudeln in Salzwasser al dente gegart und direkt in die Sauce gegeben. Zum Garnieren des fertigen Gerichts sind gehackte Petersilie und geriebener Parmesan üblich.